# Demografia Uniunii Sovietice
- Acest articol face parte din seria dedicată Uniunii Sovietice, un stat federal azi dispărut (1917 - 1991).

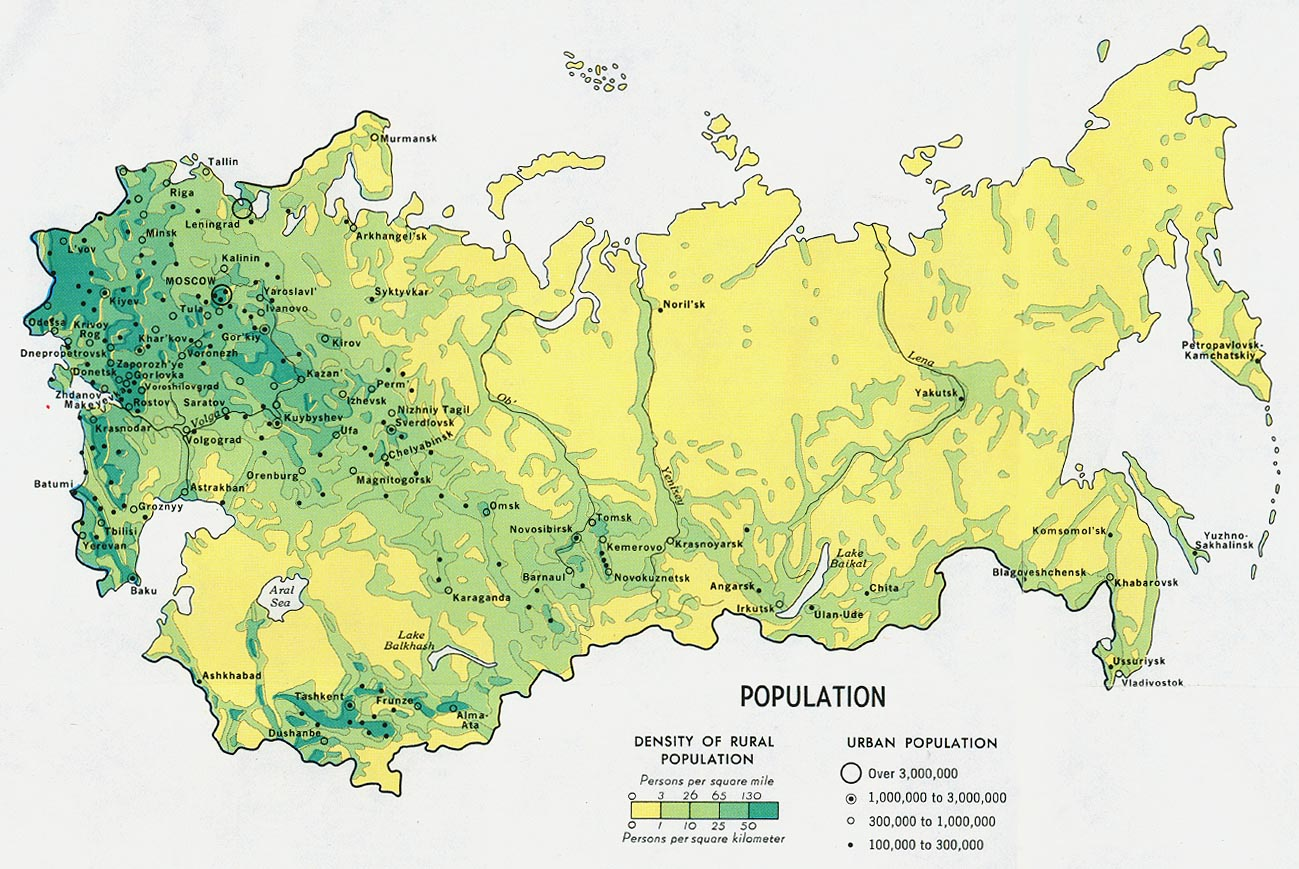
Distribuţia populaţiei Uniunii Sovietice - situaţia din 1974.

Evoluția numerică a populației din Imperiul Rus și Uniunea Sovietică.
Pupulația:
| Ianuarie 1897 (Imperiul Rus): | 129.200.0001 |
| 1911 (Imperiul Rus):          | 167.003.0002 |
| Ianuarie 1920 :               | 137.727.0003 |
| Ianuarie 1926 :               | 148.656.0003 |
| Ianuarie 1937:                | 162.500.0003 |
| Ianuarie 1939:                | 168.524.0003 |
| Iunie 1941:                   | 196.716.0003 |
| Ianuarie 1946:                | 170.548.0003 |
| Ianuarie 1951:                | 182.321.0003 |
| Ianuarie 1959:                | 209.035.0003 |
| Ianuarie 1970:                | 241.720.000  |
| 1985:                         | 272.000.000  |
| Iulie 1991:                   | 293.047.571  |

Note 
 1. Recensământul din Imperiul Rus (1897)

 2. Cifre conform datelor de siteul www.statoids.com.

 3.  E.M. Andreev, și alții „Naselenie Sovetskogo Soiuza, 1922-1991”. Moscow, Nauka, 1993. ISBN 5-02-013479-1

- Uniunea Sovietică, după încheierea primului război mondial a pierdut teritorii cu o populație de aproximativ 30 de milioane de locuitori care făcuseră parte din Imperiul Rus: Polonia aproximativ 18 milioane, Finlanda aproximativ 3 milioane, Basarabia (unită cu România) aproximativ 3 milioane, Țările baltice aproximativ 5 milioane și regiunea Kars (alipită la Turcia) aproximativ 400.000 de locuitori.
- Populația din iunie 1941 include și 20.270.000 de locuitori din teritoriile anexate de URSS în 1939-1945: Polonia 10 milioane, Țările baltice 5,6 milioane, Basarabia 3,8 milioane, Cehoslovacia 700.000 și Tuva 100.000 de locuitori.
- În timpul celui de-al doilea război mondial au pierit  aproximativ 26.6 milioane de locuitori, în numărul acesta fiind cuprinsă și cifrele datorate creșterii mortalității infantile (1,3 milioane) și pierderile din teritoriile anexate de URSS în 1939-45.

Vezi și Istoria Uniunii Sovietice.
Rata de creștere a populației:
0.7% (1991)
Rata natalității:
17 născuți/1.000 locuitori (1991)
Rata mortalității:
10 decese/1.000 locuitori (1991)
Rata migrației nete:
0 emigrant/1.000 locuitori (1991)
Rata mortalității infantile:
23 decese/1.000 născuți vii (1991)
Speranța de viață la naștere:

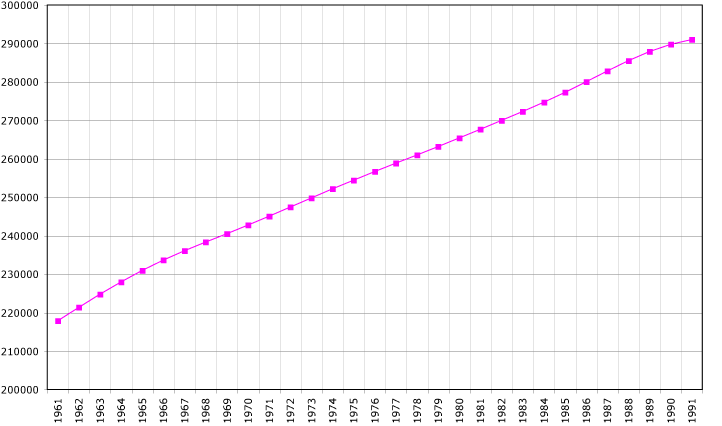
Evoluţia populaţiei Uniunii Sovietice, date ale FAO; mii de locuitori.

65 ani bărbații, 74 ani femeile (1991)
Rata totală a fertilității:
2,4 copii născuți/femeie (1991)
Grupuri etnice:
Uniunea Sovietică a fost una dintre cele mai diverse țări din punct de vedere etnic, cu peste 100 de naționalități diferite. 
Etnii:
ruși 50,78%, ucraineni 15,45%, uzbeci 5,84%, belaruși 3,51%, kazahi 2,85%, azeri 2,38%, armeni 1,62%, tadjici 1,48%, georgieni 1,39%, moldoveni (românii) 1,17%, lituanieni 1,07%,
turkmeni 0,95%, kîrîzi 0,89%, letoni 0,51%, estoni 0,36%, alții 9,75%
Religia:
Ortodocși ruși 20%, musulmani 10%, protestanți, ortodocși georgieni, ortodocși armeni, catolici 7%, evrei mai puțin de 1%, atei 60% (estimare)
Limbi vorbite limba rusă (limba oficială); peste 200 de limbi și dialecte (cel puțin 18 cu mai mult de 1 milion de vorbitori); grupul limbilor slave 75%, alte limbi indo-europene 8%, limbi altaice 12%, limbi uralice 3%, limbi caucaziene 2%
Gradul de alfabetizare a populației:
98% (bărbați 99%, femei 97%) dintre persoanele de peste 15 ani poteau să scrie și să citească (1989)
Populția activă:
152.300.000 persoane 

Domenii neagricole 80%, agricultură 20% (1989).